# Hans Hofmann (ciclista)
Hans Hofmann o Hoffmann (Múnic 17 d'abril de 1867 - 5 d'octubre de 1920) va ser un ciclista alemany que es va especialitzar en el ciclisme en pista, concretament en el mig fons, on va guanyar una medalla de bronze als primers Campionats del món professionals de l'especialitat al 1895, per darrere del britànic Jimmy Michael i el belga Henri Luyten.